# Goyave
Goyave är en kommun i det franska utomeuropeiska departementet Guadeloupe i Västindien. År 2022 hade kommunen 7 640 invånare.

## Befolkningsutveckling
Antalet invånare i kommunen Goyave
| Referens: INSEE |